# Finchampstead
Finchampstead est une paroisse civile et un village du Berkshire, en Angleterre.